# Parekklésion

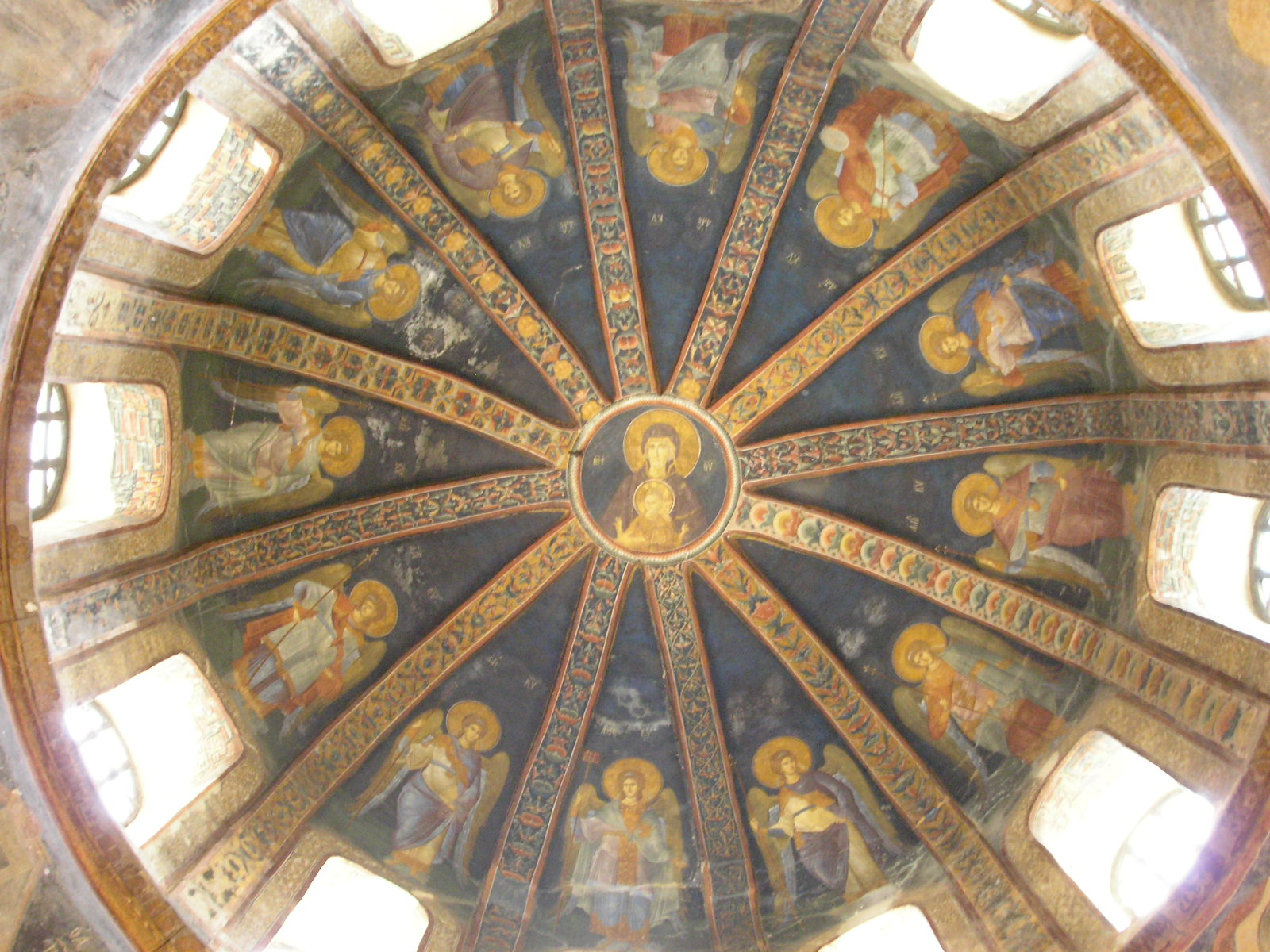
Fresky v Chóře

Parekklésion (řecky: παρεκκλήσιον) je postranní kaple stavěná v raných byzantských chrámech.
Parekklésion byl často používán pro ceremoniální a pohřební účely, které často sestávaly z bohoslužeb vykonávaných před pohřbem, stejně jako bohoslužby vykonávané po něm a následně na památku jednotlivců, kteří zesnuli. Byl to významný proces, který pomohl formovat církevní komunitu a pomohl jí kolektivně porozumět odchodu zesnulých. Obřady za zesnulého byly uspořádány ihned, jakmile člověk zemřel.

## Charakteristika
Chrám, ve kterém se parekklésion nachází, mě na fasádě viditelnou boční kapli (nezaměňovat s apsidou, kde se nachází např. diakonikon či žertvennik). Parekklésion typiky zdobí fresky s ikonami, zobrazující náboženské postavy, přičemž se zabývají různými tématy, jako je vzkříšení, spása, naděje a věčný život. Tyto zobrazené scény divákovi ukazují, co může očekávat na konci (svého pozemského) času.
V roce 2024 jsou dochované dva příklady parekklésionu. Jeden je v chrámu svatého Spasitele v Chóře a druhý v kostele Pammakaristos.